# Grotte des Cottés (Saint-Pierre-de-Maillé)
Ne pas confondre avec la Cotte, site préhistorique à Jersey (îles Anglo-Normandes).
La grotte des Cottés ou grotte des Cottets est située à Saint-Pierre-de-Maillé, dans le département français de la Vienne, en Poitou-Charentes, région Nouvelle-Aquitaine.
Elle a la particularité de présenter une séquence archéologique continue depuis la fin du Paléolithique moyen jusqu’au début du Paléolithique supérieur, incluant ainsi le Moustérien, le Châtelperronien et les premières phases de l'Aurignacien. Louis Pradel l’a établie comme gisement éponyme du Châtelperronien évolué, sur la base de la « pointe des Cottés », une pointe de Châtelperron élancée. Si ce Châtelperronien évolué constitue bien une phase finale du Châtelperronien, il pourrait être l’un des rares témoignages du comportement des tout derniers Néandertaliens de la façade ouest de l’Europe.

## Situation
Le site se trouve dans la vallée de la Gartempe, à environ 1,6 km au nord de Saint-Pierre-de-Maillé et à moins de 100 m au sud du château des Cottets. Il est desservi par la D11.

## Toponymie
La carte de Cassini du XVIIIe siècle nomme le hameau  « Petit Coté » (avec un autre lieu appelé « le Coté », situé d'après la carte de Cassini au nord-ouest du premier mais qui, selon les cartes plus récentes, se trouve au nord, au sommet de l’escarpement formé par les coteaux de la vallée de la Gartempe, et fait face à cette vallée autant qu'à celle de son affluent au nord appelé la Carte  ; ce deuxième hameau s'appelle de nos jours « les Vieux Cottets »).
Sur la carte d'état-major du XIXe siècle (1820-1866), il porte le nom de « les Cotets ».
La carte IGN actuelle donne le nom « les Cottets ». Cependant l’ensemble de la littérature archéologique ancienne et actuelle utilise le nom « les Cottés ».

## Historique
En 1880, R. de La Rochebrune fouille la grotte ; il y trouve deux niveaux d'occupation : Moustérien et Aurignacien. L'abbé Henri Breuil donne un compte-rendu de ces fouilles en 1906,.
En 1881, les couches récentes livrent un squelette d’Homme moderne, en position fœtale. Perdu à la fin des années 1960, ce squelette est retrouvé par Marie Soressi dans les années 2000.
Louis Pradel la fouille à partir de 1951, et F. Lévêque entre 1972 et 1984.
En 2006, Marie Soressi entreprend de nouvelles fouilles.
En 2008, Soressi et al. déterminent les couches suivantes :
- couche 8 : Moustérien
- couche 6 : Châtelperronien
- couches 4 et 2 : phases anciennes de l’Aurignacien[8],[9]. La couche 4 peut être divisée en deux sous-couches[10]. Certaines parties des couches de l'Aurignacien ancien (couches 2 à 4) sont enrobées de matrice sédimentaire rouge, couleur que Soressi attribue à de l'ocre[8].

Les couches 6 à 8 témoignent d'une occupation du site partagée entre hommes et carnivores. Entre la couche 6 et la couche 4 se trouve une mince couche archéologiquement stérile.

## Archéologie
Les couches moustériennes et châtelperroniennes (donc néandertaliennes) sont séparées du proto-aurignacien (associé à Homo sapiens) par une période d'environ 1 000 ans (correspondant à la mince couche stérile mentionnée plus haut). Mais l'industrie lithique montre une contemporanéité du Châtelperronien et de l'Aurignacien.
Par ailleurs, le proto-Aurignacien et les débuts de l'Aurignacien proprement dit semblent contemporains, ce qui indique une transition rapide de l'un à l'autre dans cette région. Les hommes modernes occupent la grotte des Cottés vers 39 500 ans AP, une période qui coïncide à peu près avec le début de la phase froide de l'évènement de Heinrich 4.

### Industrie lithique

#### «Pointe des Cottés»
La « pointe des Cottés » a été définie à partir d'une série de 33 exemplaires qui, d'après Pradel, représentent « l'élément essentiel d'un niveau périgordien » à l'industrie plus avancée que le Châtelperronien et moins avancée que le Gravettien. Ce niveau périgordien a été trouvé sous une couche stérile mince, identifiée en 1959 par Pradel comme un niveau archaïque du Gravettien. Cette couche stérile est suivie par un horizon de l'Aurignacien I ; Pradel note que cet horizon aurignacien semble « attardé ».
Soressi définit la pointe des Cottés comme une « pointe de Châtelperron élancée ». Pradel la décrit comme un outil lithique à bords abattus, plus effilé, plus étroit, plus mince et en somme plus leptolithique que ceux de Châtelperron (grotte des Fées) et moins que ceux de la Gravette (sur Bayac en Dordogne)

#### Origine des matériaux lithiques
Les fouilles Soressi montrent qu'au fil du temps les usagers de la grotte s'approvisionnent en matériaux lithiques à des sources de plus en plus éloignées du site. L'outillage lithique témoigne de voyages jusqu'au Grand Pressigny (25 km au nord), et dans la vallée du Cher au nord-est (~80 km).

### Parures
De 2006 à 2008, les fouilles Soressi trouvent dans les déblais des fouilles précédentes une dizaine d'objets de parure, dont une canine de renard percée, une parure d'anneaux en os et des perles. En 2008, la fin de l'Aurignacien ancien livre une perle en ivoire,.

### Animaux et climat
La proportion de vestiges de renne (animal de climat froid) sur l'ensemble des restes d'animaux, croît au fil des temps, ce qui indique une baisse notable de la température entre le Moustérien et le plus récent niveau de l'Aurignacien,.

## Interstade des Cottés
L'interstade des Cottés est souvent cité dans la littérature spécialisée. C'est un interstade (période de radoucissement relatif) de la glaciation de Würm, appartenant à l'interpléniglaciaire du Würm III (ou SIO 3),, de 37 650 à 33 350 ans AP. Arlette Leroi-Gourhan (1983), pionnière de la paléopalynologie, propose de l'arrêter à 34 500 ans AP,, Momplaisir (2003) le fait commencer à 39 000 ans AP. Il a porté ou porte encore d'autres noms : « Göttweig » (Bayer 1927, Momplaisir 2003), « Hollabrunn » (Götzinger 1938), « Oberfellabrunn » (Brandiner 1954), « Stillfried A » (Fink 1954), « Mittelwürminterstadial » (Woldstedt 1956). Il recouvre une partie du Châtelperronien.